# PhET 인터랙티브 시뮬레이션스
PhET 인터랙티브 시뮬레이션스(PhET Interactive Simulations)는 콜로라도 대학교의 프로젝트의 하나로서 노벨상 수상자 칼 와이먼이 2002년 개설한 개방형 교육 자원(OER) 프로젝트이다. PhET는 과학을 가르치고 배우는 방법을 개선시키고자 하는 와이먼의 시각과 함께 시작되었다. 언급된 임무는 "상호작용 시뮬레이션을 통하여 전 세계의 과학 및 수학 능력과 교육을 진보시키는 것"이다.
"PhET"라는 프로젝트 이름은 "Physics Education Technology"(물리학 교육 기술)를 의미하지만 PhET는 곧 다른 학문 분야로까지 확장되었다. 현재 프로젝트는 125개의 자유 상호작용 시뮬레이션에 대한 설계, 개발, 출시를 하고 있으며, 물리학, 화학, 생물학, 지구과학, 수학 분야의 교육용으로 존재한다. 이 시뮬레이션은 스페인어, 중국어, 독일어, 아랍어 등을 포함하여 65개의 다른 언어로 번역되고 있으며, 2011년에 PhET 웹사이트는 25,000,000명의 방문자 수를 기록하였다.
2011년 10월, PhET 인터랙티브 시뮬레이션스에 2011년 마이크로소프트 교육 기술상이 수여되었다.